# Donald Meek
Donald Meek, född 14 juli 1878 i Glasgow, Skottland, död 18 november 1946 i Los Angeles, Kalifornien, var en skådespelare. Han började sin karriär som teaterskådespelare, och medverkade från 1930-talet i en stor mängd Hollywoodfilmer. Han avled i leukemi.
Han har en stjärna för filminsatser på Hollywood Walk of Fame vid adress 1752 Vine Street.

## Filmografi i urval
- 1935 – Angivaren
- 1935 – Kapten Blod
- 1935 – Barbarkusten
- 1935 – Samhällets fiende no 1
- 1935 – Den gyllene liljan
- 1935 – Fången på Dartmoor
- 1938 – Tom Sawyers äventyr
- 1938 – Komedin om oss människor
- 1939 – Diligensen
- 1940 – Frank James hämnd
- 1940 – Spöket reser hem
- 1940 – Doktor Ehrlich
- 1940 – Lilla lögnerskan
- 1940 – Jag hatar dig, älskling!
- 1941 – Inte ikväll, min vän!
- 1941 – Det evigt kvinnliga
- 1941 – Vi på Broadway
- 1941 – En kvinnas ansikte
- 1942 – Dagdrivarbandet
- 1942 – Den heliga lågan
- 1943 – Vi spioner
- 1944 – Tre hjärtan i otakt
- 1945 – Gäckande skuggan tar hem spelet
- 1945 – Vår i luften
- 1946 – För hans skull
- 1947 – Handen på hjärtat